# آکواژنیک اورتیکاریا
آکواژنیک اورتیکاریا (به انگلیسی: Aquagenic urticaria) که به اورتیکاریای آبی و حساسیت به آب نیز معروف است، نوعی نادر از اورتیکاریای فیزیکی است. گاهی آن را نوعی حساسیت می‌دانند، گرچه ویژگی‌های آن دقیقاً با حساسیت (و آزاد شدن هیستامین) منطبق نیست. پوست افراد مبتلا به این بیماری، در صورت تماس با آب، دچار درد یا زخم می‌شود.افراد مبتلا گاهی حتی نمی‌توانند گریه کنند. تنها ۳۶ نفر در کل جهان به این بیماری مبتلا هستند.

## علت
علت دقیق آکواژنیک اورتیکاریا به خوبی درک نشده است. از سال ۲۰۱۶، ایده‌های اصلی علمی در مورد علت این است که فرد به مقادیر اندک ماده‌ای ناشناخته در آب واکنش نشان می‌دهد یا اینکه آب بر یک ماده ناشناخته در پوست تاثیر می‌گذارد و ترکیبی می‌سازد که دستگاه ایمنی بدن به آن واکنش نشان می‌دهد.

## علائم و نشانه ها
علائم اورتیکاریای آبی (به طور نادرست آلرژی آب نامیده می شود) مشابه سایر انواع کهیرهای فیزیکی است، یعنی ممکن است شامل کهیر کوچک، خارش شدید و گرگرفتگی پوست در مناطقی که مستعد تماس با آب هستند باشد. علائم ممکن است بعد از تماس بدن با آب در عرض چند دقیقه ظاهر شود. این بیماری معمولاً در گردن، قسمت فوقانی تنه و بازوها ایجاد می‌شود، اگرچه می‌تواند در هر نقطه از بدن ایجاد شود. پس از حذف منبع آب، بثورات به طور کلی طی ۳۰ تا ۶۰ دقیقه از بین می‌روند.